# Leichtathletik-Weltmeisterschaften 2019/Teilnehmer (Ägypten)
| Gelbes Symbol für Goldmedaillen mit stilisierten Olympischen Ringen | Graues Symbol für Silbermedaillen mit stilisierten Olympischen Ringen | Braundes Symbol für Bronzemedaillen mit stilisierten Olympischen Ringen |
| ------------------------------------------------------------------- | --------------------------------------------------------------------- | ----------------------------------------------------------------------- |
| —                                                                   | —                                                                     | —                                                                       |

Der Leichtathletikverband von Ägypten nahm an den Leichtathletik-Weltmeisterschaften 2019 in Doha teil. Fünf Athletinnen und Athleten wurden vom ägyptischen Verband nominiert.

## Ergebnisse

### Frauen

#### Laufdisziplinen
| Athletin       | Disziplin | Vorlauf | Vorlauf | Halbfinale | Halbfinale | Finale | Finale |
| Athletin       | Disziplin | Zeit    | Platz   | Zeit       | Platz      | Zeit   | Platz  |
| -------------- | --------- | ------- | ------- | ---------- | ---------- | ------ | ------ |
| Bassant Hemida | 200 m     | 22,88 s | 16      | 22,92 s    | 14         | DNQ    | DNQ    |

### Männer

#### Laufdisziplinen
| Athlet                   | Disziplin        | Vorlauf     | Vorlauf | Halbfinale | Halbfinale | Finale | Finale |
| Athlet                   | Disziplin        | Zeit        | Platz   | Zeit       | Platz      | Zeit   | Platz  |
| ------------------------ | ---------------- | ----------- | ------- | ---------- | ---------- | ------ | ------ |
| Salem Mohamed Attiaallah | 3000 m Hindernis | 8:35,18 min | 35      |            |            | DNQ    | DNQ    |

#### Sprung/Wurf
| Athlet              | Disziplin   | Qualifikation | Qualifikation | Finale     | Finale |
| Athlet              | Disziplin   | Weite/Höhe    | Platz         | Weite/Höhe | Platz  |
| ------------------- | ----------- | ------------- | ------------- | ---------- | ------ |
| Mohamed Magdi Hamza | Kugelstoßen | 19,91 m       | 25            | DNQ        | DNQ    |
| Mostafa Amr Hassan  | Kugelstoßen | 20,55 m       | 14            | DNQ        | DNQ    |
| Mostafa el-Gamel    | Hammerwurf  | 70,45 m       | 30            | DNQ        | DNQ    |